# Phorocera guianica
Phorocera guianica là một loài ruồi trong họ Tachinidae.